# Základní škola Habrmanova (Hradec Králové)
Základní škola Habrmanova 130 je základní škola ve městě Hradec Králové, jejíž počátky spadají do roku 1893, kdy bylo Pražské Předměstí u Hradce Králové odškoleno od Kuklen.

## Historie
Zřízení vlastní školy požadovali obyvatelé Pražského Předměstí již v době, kdy bylo ještě součástí Kuklen. Nezdála se jim výše školních platů a také vzdálenost školy od Pražského Předměstí jim připadala příliš velká. K prvnímu pokusu získat samostatnou školu došlo na Pražském Předměstí v roce 1891, kdy se stalo samostatnou politickou obcí. Odškolení od Kuklen povolila zemská školní rada 31. července 1893. Vznikla čtyřtřídní obecná škola pro Pražské Předměstí, Šosteny a Farářství, ale jednání o stavbě školní budovy se prodloužilo až do roku 1895. V roce 1896 byl zrušen školní plat jako přežitek starých časů. Téhož roku byla vyhlášena architektonická soutěž, v níž na 1. místě skončil návrh kolínského stavitele Křičky, na 2. místě architekt V. Pasovský, stavitel z Prahy a plánům Ing. Staňka a J. Melcra, městského stavitele z Hradce Králové, bylo vysloveno uznání a byly obcí zakoupeny. Tehdy bylo obcí požadováno, aby měla projektovaná budova 6 tříd, 1 kabinet pro přírodovědné pomůcky, byt pro řídícího učitele (2 pokoje, 1 kuchyň a spíž) a rezervní pokoj. Stavební místo pro novou školu bylo vybráno na základě regulačního plánu, projektovaná škola měla tvořit západní stranu budoucího náměstí. Stavba byla zahájena v roce 1897 podle návrhu architekta Čeňka Křičky, 11. února 1898 se konala kolaudace této jednopatrové novorenesanční budovy a 1. září téhož roku se ve škole začalo vyučovat. Slavnost svěcení nové budovy proběhla až 4. září téhož roku. Náklad na školní budovu vyšel na 43 506 zl.

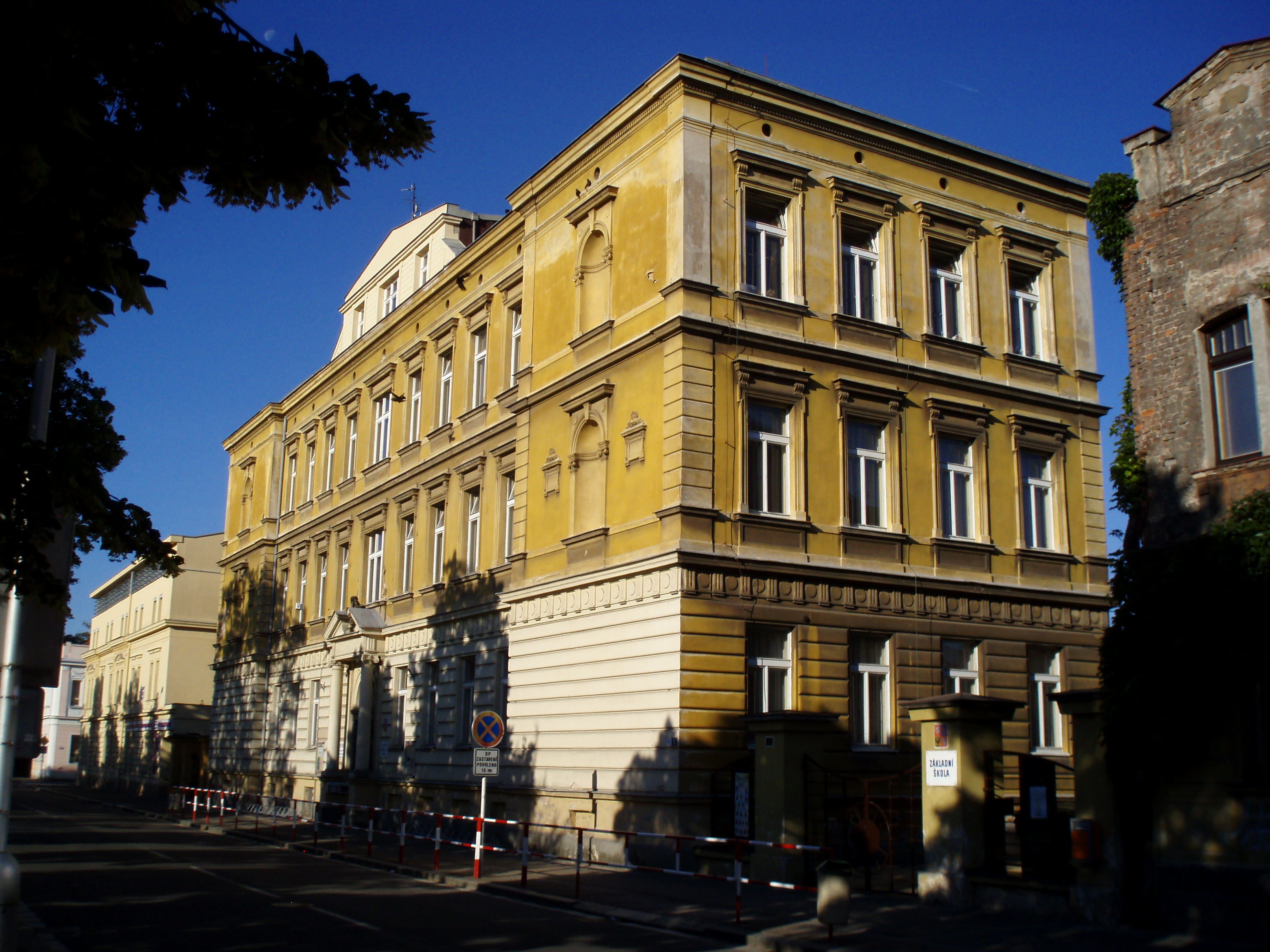
Původní budova školy

Počátek školního roku 1898/1899 byl tedy zahájen ve 4 třídách, ale ještě během školního roku se škola rozšířila na pětitřídní. Školu navštěvovalo celkem 331 chlapců a děvčat 1.-8. školního roku. Prvním řídícím učitelem byl František Laichter z Nechanic, jemuž ministerstvo kultu a vyučování udělilo 31. ledna 1914 za „mnohaleté velmi úspěšné působení ve službě školní“ titul ředitele.
Počet školních dětí rostl na Pražském Předměstí úměrně s růstem počtu obyvatel. Počátkem 20. století překročil již 400, ve školním roce 1907/1908 se v 10 třídách učilo 555 dětí, ve školním roce 1915/1916 sem chodilo 747 žáků. Od školního roku 1905/1906 se třídy začaly dělit na chlapecké a dívčí. Rozšiřovala se též škola. V roce 1900 byla při škole zřízena cvičná zahrada podle instrukcí zemské školní rady a na nově upraveném dvoře vznikla letní tělocvična.
Tradice svědomité péče o zdravotní stav žáků byla položena v zimě roku 1903, kdy se ve škole začaly vytvářet polévky pro chudé děti. Náklad hradila obec i škola a stravování se udrželo až do počátku první světové války. V letech první republiky tato tradice pokračovala, organizaci sociálních a zdravotních akcí na sebe vzalo Rodičovské sdružení. Stravování se udrželo po celou dobu německé okupace, pokračovalo i po válce, až konečně v roce 1951/1952 byla zřízena v bývalém hostinci Chicago školní vývařovna.
Vzrůstající počet dětí si brzy vynutil přístavbu školy. V roce 1906 byla škola zvýšena o druhé patro. Součástí přestavby bylo i zavedení ústředního topení. Nástavba s jednotnou úpravou budovy si vyžádala náklad 31 105,34 K. Škola byla ozdobena nad vchodem kamenným poprsím Jana Amose Komenského. Uvnitř měla místnosti pro 8 tříd, byt a kancelář ředitele, kabinet pro učební pomůcky a sborovnu. Díky svědomitě a kvalitně provedené stavbě i přístavbě si až do 30. let 20. století budova nevyžádala větších stavebních úprav.
Vzrůstající počet dětí si ve školním roce 1921/1922 vyžádal radikální změnu v organizaci školy: od 1. září 1921 byla škola rozdělena na chlapeckou a dívčí. Ředitelem chlapecké školy zůstal až do roku 1924 František Laichter, který zemřel 14. března 1927, ředitelkou obecné školy dívčí byla v letech 1921–1930 Anežka Bulíčková. Chlapecká škola měla zpočátku 5 tříd s 309 žáky, dívčí škola 6 tříd s 331 žákyní. Až do roku 1924 bylo v celé budově jen 10 tříd, proto se vyučovalo ve dvou třídách střídavě. Další třídy byly získány v roce 1924 adaptací ředitelského bytu. Ve školním roce 1933/1934 byla provedena nákladná generální oprava školní budovy, škola byla modernizována, ale třídy nestačily vzrůstajícímu počtu žáků. Od konce 20. let se uvažovalo o stavbě nové školy, realizaci však bránil nedostatek finančních prostředků. V roce 1934 zřídila městská rada na popud místní školní rady 4 učebny v radnici (1 pro chlapeckou a 3 pro dívčí školu). Koncem 30. let dochází k zahájení dlouho plánované stavby nové obecné školy. V roce 1937 zakoupila místní školní rada stavební místo, ale nedostatek financí opět stavbu zdržel. Místo novostavby byly přistavěny dvě učebny ke staré školní budově.
V rušném mobilizačním roce 1938 byly na zahradě školy vykopány pod vedením městského inženýra L. Hýšky kryty pro 200 dětí, a to pro případ, kdyby došlo k válce s Německem. Samozřejmostí bylo opatření plynových masek a dalších ochranných prostředků. Po odstoupení Sudet byly výše zmíněné kryty zasypány. V témže roce byl jmenován definitivním řídícím učitelem František Semrád.
Mezitím podnikla správa školy první kroky k otevření školy měšťanské. Z pověření místní školní rady a městské rady byli pověřeni vypracováním plánů na novou školu stavitelé Rejchl a Liska z Hradce Králové, A. Slejška z Pražského Předměstí a Gustav Louženský z Prahy, který byl nakonec pověřen vypracováním konečného plánu. K realizaci záměru došlo až po okupaci ČSR, škola byla povolena výnosem zemské školní rady ze 3. dubna 1940. První ročník (1 třída kmenová a 2 pobočky) zahájil vyučování v květnu 1940, všechny třídy byly umístěny v budově obecné školy, tento stav měl být provizorem, neboť se od 1. září 1940 počítalo s umístěním obou obecných škol do novostavby, která byla téměř hotova. Nová škola (dnes ZŠ Jiráskovo náměstí) byla skutečně k 1. září 1940 dokončena, ale ihned ji obsadila německá obecná škola. Tímto opatřením se dostalo české školství na Pražském Předměstí do téměř neřešitelné situace: k dispozici byla školní budova o 13 třídách a 4 učebny v radnici (později budova dětského zdravotního střediska), to vše mělo stačit pro tři školy s úhrnným počtem 800 dětí. Během následujících let okupace k řešení nedošlo, navíc byla složitost poměrů umocňována dalšími rušivými zásahy do organizace školství a vyučování: přeměnou měšťanské školy na školu výběrovou, zabíráním školních místností k nejrůznějším administrativním úkonům, prodlužováním vánočních prázdnin aj. Ve školním roce 1944/1945 byla v budově umístěna též hlavní škola z Hradce Králové - Lipek, od září 1944 byla řada učitelů totálně nasazena, skoro denně byly hlášeny letecké poplachy. V červnu 1941 byl přímo ve škole zatčen gestapem Josef Koblížek, praktikující na obecné škole dívčí. 2. června 1942 byla pro poskytnutí pomoci „osobně hledané pro činy nepřátelské říši“ zatčena učitelka téže školy Marie Korábová, která byla 4. června 1942 v Pardubicích popravena. Učitel obecné školy chlapecké Bohumil Mucha odešel koncem roku 1940 na Vsetínsko, kde se zapojil do ilegální práce. Do Hradce Králové se vrátil až 5. května 1945. V odboji byl činný i Jan Kroutil, ředitel osmileté střední školy v letech 1957–1968. Události z konce války ochromily vyučování ve škole úplně. V lednu 1945 byla budova školy zabrána pro německý lazaret. Všechno zařízení muselo být ze školy vystěhováno. Jednotlivé třídy byly rozmístěny ve volných místnostech hostince Koruna, U Švagerků, v místnostech Armády spásy a od 7. května bylo vyučování v provizorních učebnách, od 18. června v radnici, stará ani nová školní budova nebyly až do konce školního roku uvolněny.
Ředitelé školy od roku 1941
| Funkční období | Jméno |
| -------------- | --- |
| 1941–1951      | František Rejchrt |
| 1951–1953      | Václav Sovák |
| 1953–1957      | Adolf Bednář |
| 1957–1968      | Jan Kroutil |
| 1968–1975      | Josef Zadrobílek (podle Zpravodaje Okresního národního výboru v Hradci Králové Karel Zadrobílek, dosavadní učitel ZDŠ Lipky) |
| 1975–1976      | Eva Sedláková |
| 1976–1991      | Květa Janatová |
| 1991–1994      | Ladislav Bartůška |
| 1994–2008      | Jiří Záleský |
| Od 2008        | Jiří Šimek |

První školní rok v osvobozené republice nezačal rovněž snadno. V obou školních budovách zůstávaly jednotky Rudé armády, takže nová škola byla schopná provozu až od poloviny října, kdy se sem nastěhovaly dívčí i chlapecká obecná škola (1.-5. postupný ročník), i když s uvolňováním objektu se začalo již v srpnu téhož roku. Ve staré školní budově zahájila výuku chlapecká měšťanská škola (183 žáků), a nově otevřená dívčí měšťanská škola (256 žákyň, ředitel Gustav Weiss). Umístění obou měšťanských škol zůstávalo neuspokojivé, chlapecké třídy byly ve školní budově, část dívčích musela zůstat na radnici. Na základě nového školského zákona z dubna 1948 došlo v organizaci měšťanské školy ke změně, byla přejmenována na školu střední, výuka se stala koedukční. Bývalá chlapecká měšťanka se změnila na 1. střední školu (3 postupné třídy, 1 pobočka, 1 třída jednotného učebního kursu; ředitel František Rejchrt), měšťanka dívčí na 2. střední školu (stejný počet tříd, ředitelem až do konce školního roku G. Weiss). K formální změně došlo k 1. září 1951, kdy se z 1. střední školy stala 4. střední škola a ze 2. střední školy 5. střední škola. Koncem školního roku 1951/1952 byly obě školy sloučeny ve 4. střední školu, jejímž ředitelem byl jmenován V. Sovák. Ve školním roce 1949/1950 byla v obou školách založena pionýrská organizace. Školy vedly stravovací akce, od školního roku 1951/1952 fungovala školní vývařovna, v březnu 1950 byli žáci na horské školy v Rokytnici v Orlických horách. K další změně v organizaci školy došlo k 1. září 1953, kdy vznikla osmiletá střední škola, zahrnující 1.-8. postupný ročník. Škola, jejímž ředitelem byl Adolf Bednář, měla 8 tříd postupných, 2 pobočky a jednoroční učební kurs. 10 tříd se umístilo do budovy školy, jedna třída se učila v budově Na Okrouhlíku. Tento relativně příznivý stav však netrval dlouho. Do školy nastupovaly silné poválečné ročníky, takže v roce 1955/1956 bylo ve škole již 14 tříd; opět se vyučovalo na radnici a navíc bylo zavedeno střídavé vyučování druhých a třetích tříd. Ve školním roce 1957/1958 se v 15 učebnách učilo 20 tříd. Třebaže škola disponovala pomocnou školní budovou („školičkou“, postavenou v letech 1956–1958), střídavé vyučování se stalo naprosto běžnou a pravidelně se opakující záležitostí.

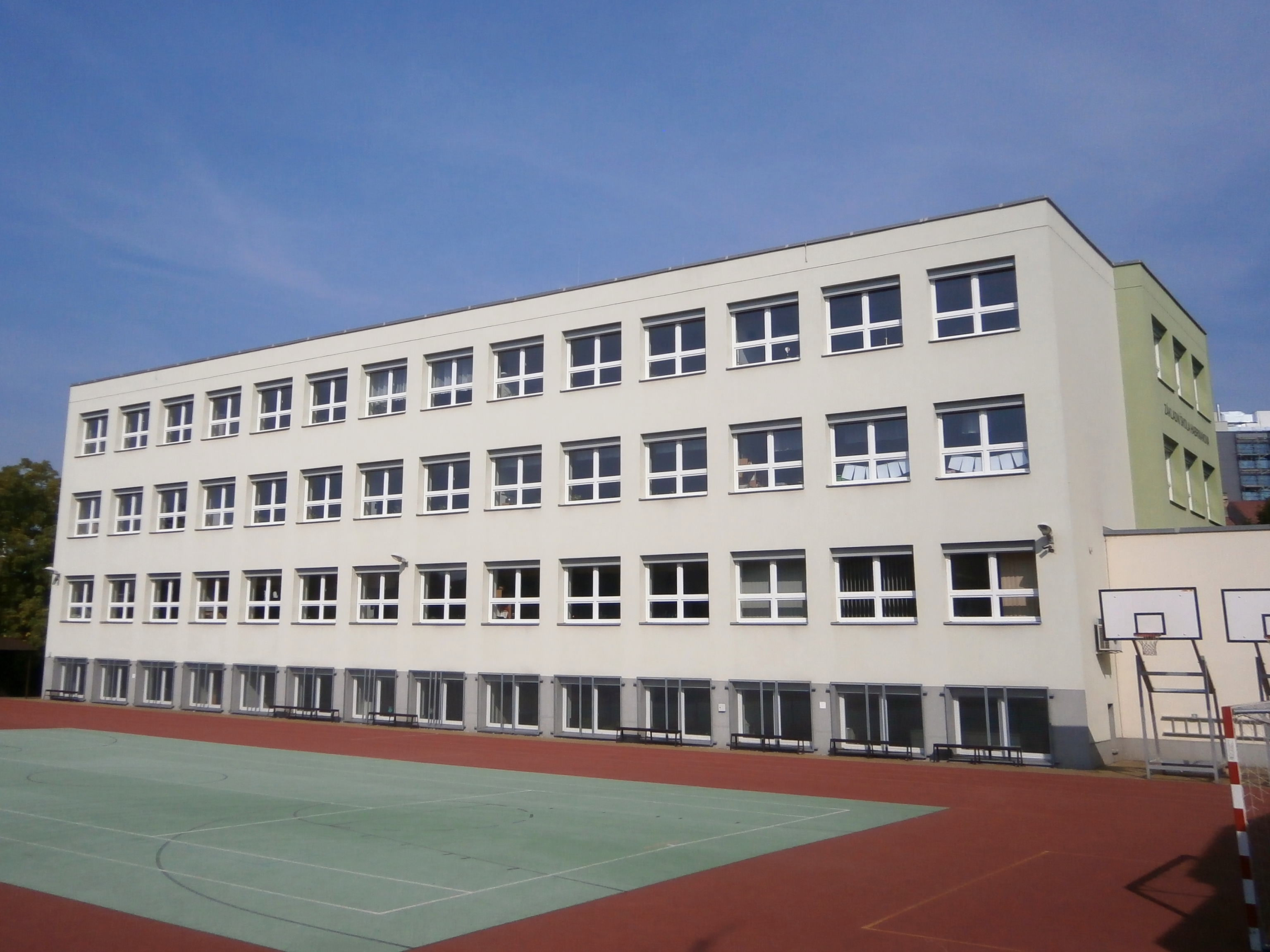
Hlavní budova ZŠ

Život školy byl navíc ztížen skutečností, že se učilo celkem ve 4 budovách. Zároveň přišla změna v pojmenování ulice, kde škola sídlila. Z Habrmanovy se stala ulice Maxima Gorkého. To se projevilo okamžitě v pojmenování školy. Od školního roku 1961/1962, kdy byla zavedena povinná školní docházka, nesla škola název „základní devítiletá“. Ve 2. polovině 60. let byla zahájena přístavba školy, která měla vyřešit letitý problém s nedostatkem učeben. Přístavba se neuvěřitelně vlekla, takže ve školním roce 1966/1967 se vyučovalo na směny ve všech třídách prvního stupně, jedna šestá třída byla umístěna v tělocvičně, která navíc sloužila jako sklad nábytku. Přístavba 14 tříd začala sloužit v únoru 1967 a až do září 1968 se ve škole vyučovalo normálně. V září 1968 však zabrala přízemí staré budovy učňovská škola, takže 2. a 3. třídy byly opět postiženy střídavým vyučováním. Velmi vážně je brána probíhá soutěž o Čestný sběrový odznak. Zahájena je tradice přátelských setkávání se sovětskými vojáky, pionýrských pásem v domě U Švagerků a kulturních vystoupení v agitačních předvolebních střediscích. Další normalizační pokusy o ovlivnění mladých generací. Mnohem lepším krokem bylo zavedení výuky správného chování na ulicích a silnicích, případně žákovské závazky k účasti na úpravách Sukových sadů. V provozu je též školní kino, které promítá každou středu a pátek. V září 1972 dochází k experimentálnímu zařazení školy jako sportovní se specializací na lehkou atletiku. V tomto školním roce bylo ve škole 25 tříd, učilo se Na Okrouhlíku a střídavě v nové školní budově. V létě 1975 se ze staré školní budovy sice odstěhovala škola učňovská, ale byla sem umístěna lidová škola umění (dnešní Základní umělecká škola Boni pueri), takže střídavé vyučování v ZDŠ pokračovalo, než došlo nakonec k tomu, že ZUŠ získala starou školní budovu jen pro své účely. Příchod LŠU ovlivnil i život zdejší ZDŠ, neboť ve školním roce 1987/1988 zde byla zavedena rozšířená výuka hudební výchovy. V nové budově sídlilo vedle Základní školy v letech 1992–1998 Soukromé jazykové gymnázium, jehož zřizovatelem byl Ladislav Bartůška, tehdejší ředitel základní školy. Třídy základní školy byly proto slučovány a žáci převáděni do jiných škol. V důsledku toho klesl počet žáků ve školním roce 1994/1995 na 242.
V prosinci 1996 rozhodla rada města o tom, že v budově zůstane pouze základní škola a gymnázium se musí do roku 1998 přestěhovat jinam. Počet žáků a tříd se začal zvyšovat. Od 1. ledna 1999 získala škola právní subjektivitu. Ve školním roce 2005/2006 měla škola celkem 19 tříd a chodilo do nich 469 žáků. O prázdninách v roce 2005 byla dokončena rekonstrukce suterénních prostor. Vznikla nová cvičná dílna, cvičná kuchyň, kabinet a místnost pro keramický kroužek s vypalovací pecí. Na počátku listopadu téhož roku bylo dokončeno i nové školní hřiště s umělým povrchem. O prázdninách následujícího roku proběhla v budově ZŠ rekonstrukce elektroinstalace. Zároveň byla instalována nová počítačová síť, nové elektronické zabezpečení budovy a nový přístupový systém do budovy. Ve školním roce 2006/2007 měla škola 19 tříd a 458 žáků. V letech 2010–2011 bylo navíc provedeno zateplení hlavního objektu školy.

## Současnost
Základní škola se skládá ze 2 budov. V hlavní školní budově jsou umístěny všechny třídy ZŠ a v budově bývalého hostince Chicago je umístěna školní družina a školní jídelna. Ve školním roce 2016/2017 měla škola celkem 19 tříd se 440 žáky. Základní škola je zaměřena na estetickou výchovu, jedna třída v ročníku je zaměřena na hudební výchovu a druhá na výtvarnou výchovu. Škola klade důraz i na technické vzdělávání žáků a na výuku jazyků. V 1. a 2. třídě se žáci seznamují s anglickým jazykem, od 3. třídy se učí anglický jazyk plně, od 7. třídy mají žáci 2. cizí jazyk, a to němčinu. Ve všech třídách probíhá výuka podle školního vzdělávacího programu. Vedle kmenových učeben má škola odborné učebny na výuku angličtiny, němčiny, základů techniky, vaření, informatiky, fyziky a chemie, dějepisu a zeměpisu. V celé škole je rozvedena počítačová síť a přístup na internet, ve 12 učebnách jsou interaktivní tabule a 2 třídách dotykové LCD panely. Dále má škola svou tělocvičnu a školní hřiště s umělým povrchem.